# ستاد دیه
ستاد مردمی رسیدگی به امور دیه و کمک به زندانیان نیازمند که به اختصار ستاد دیه کشور نامیده می‌شود در سال ۱۳۷۶ به دست سید اسدالله لاجوردی و سید اسدالله جولایی تأسیس شد.

## پیشینه
پیش از تشکیل ستاد دیه کشور در سال ۱۳۷۶ با ساختار کنونی به شکل یه سازمان خیریه مردم نهاد ایده اولیه چنین سازمان خیریه ای به سال ۱۳۶۹ بر می‌گردد. زمانی که رئیس وقت سازمان زندان‌های کشور، اسدالله لاجوردی حین بررسی لیست ماهانه مددجویان زندانی متوجه تکرار اسامی زندانیانی شد که به دلیل بدهی مالی ناشی از تصادفات رانندگی در زندان به سر می‌برند و با توجه به این که تا زمانی که بدهی این زندانیان بدهکار پرداخت نشود همچنان باید در زندان بمانند به فکر جلب مشارکت خیرین برای آزادی این زندانیان افتادند و بدین ترتیب اولین جشن گلریزان برای آزادی زندانیان در ماه رمضان سال ۱۳۶۹ برگزار شد که پایه تشکیل نهاد خیریه با عنوان ستاد دیه سازمان زندان‌ها شد که در سال ۱۳۷۶ با ساختار جدید کنونی به صورت یک سازمان مردم نهاد با هدف کمک به آزادی زندانیان جرایم غیرعمد که به دلیل عدم توانایی پرداخت بدهی در زندان گرفتار هستند شد.

## فعالیت‌ها
مدیر عامل ستاد دیه در مصاحبه با خبر آنلاین در تیر ماه ۱۳۹۶ تعداد افرادی را که ستاد دیه از زندان خارج کره است(از ابتدای تأسیس تا آن تاریخ) را بیش از ۱۰۵ هزار نفر اعلام کرد. همچنین این سازمان با جمع آوری کمک خیرین موجب کاهش آمار زندانیان مرتکب جرایم غیر عمد عاجز از پرداخت محکومیت مالی گردیده است.

### ارائه آمار و انتقاد از دستگاه قضا
در تیر ماه ۱۳۹۹ مدیرعامل ستاد دیه کشور از برخی از احکام صادره از دادگاه‌های خانواده انتقاد کرد، چرا که علی‌رغم صدور بخشنامه از سوی رئیس قوه قضاییه با هدف کاهش زندانیان و پیشگیری جدی از حبس به دلیل بدهی مهریه، همچنان ۹۶۲ نفر در زندان‌های کشور به دلیل بدهی مهریه تحمل حبس می‌کنند. به گفته اسدالله جولایی استان فارس، تهران و اصفهان به ترتیب با ۱۰۸، ۹۸ و ۹۷ زندانی مهریه پر جمعیت‌ترین استان‌ها در این موضوع هستند و استان‌های ایلام، مرکزی و قم جمعیت زندانیان مهریه خود را به صفر رسانده‌اند. جولایی وضعیت زندانیان جرایم غیرعمد را چنین توصیف کرد: «هم‌اکنون تعداد ۵۹۷۳ نفر به دلیل ناتوانی در تأمین دیون در بند حضور دارند که ۱۸۵ نفر از این افراد بابت ناتوانی در تأمین دیات ناشی از حوادث کارگاهی یا سوانح رانندگی گرفتار بند شده و الباقی که جمعیتی مشتمل بر ۵۷۸۸ زندانی هستند به علت صدور چک، تعهد مهریه یا عجز در پرداخت نفقه در بند حضور دارند.»

## علی شمس

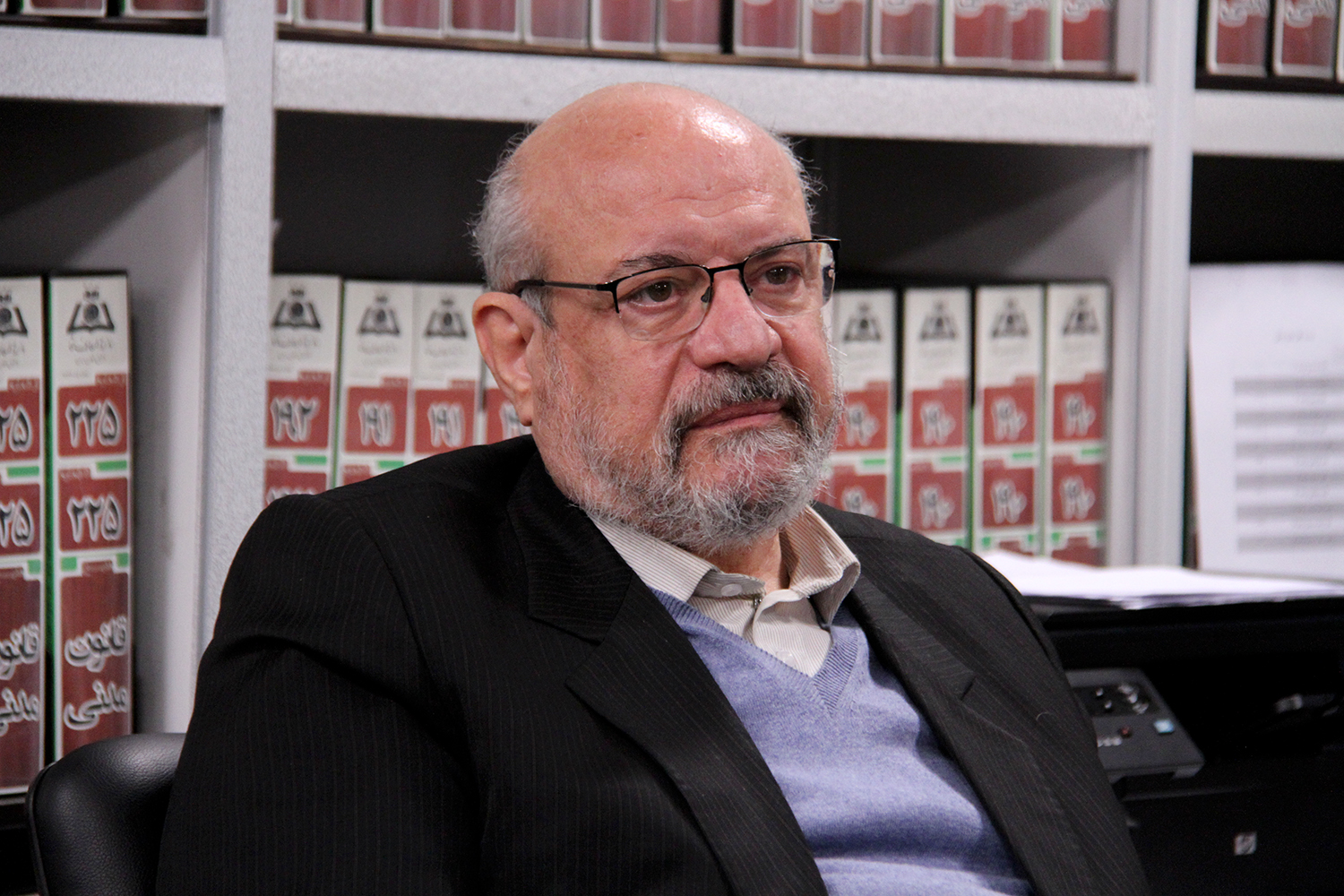
علی شمس، رئیس فعلی ستاد دیه، در پژوهشکده حقوق و قانون ایران

علی شمس که هم اینک به عنوان معاون سلامت و اصلاح وتربیت سازمان زندانها واقدامات تامینی و تربیتی کشور و مدیر مسئول روزنامه حمایت مشغول به فعالیت است، سوابقی چون معاونت زندان‌های استان خوزستان، مدیرکلی زندان‌ها در استان‌های لرستان و خراسان بزرگ ، مدیر کلی مرکز آموزش و پژوهش سازمان زندان‌ها، معاونت‌های اداری مالی، طرح و برنامه‌ریزی و سلامت، اصلاح و تربیت سازمان زندان‌های کشور را در کارنامه دارد.
وی در عرصه زندانبانی علمی و نوین صاحب سبک‌های بدیعی از جمله برنامه‌های متنوع اصلاح و تربیت، کنترل اصولی و کاهش هدفمند جمعیت کیفری، کاهش آسیب رفتارهای پرخطر در نظام زندانبانی و ارائه بسته 120 برنامه‌ای برای تعمیق اصول اصلاحی و تربیتی زندانیان و ارتقاء سلامت خدمت و محیطی در سیستم زندانبانی و همچنین از  طراحان و مجریان برنامه‌های مشاوره و روان درمانی در زندان‌های کشور بوده و تاکنون  18 عنوان کتاب مرجع درخصوص زندان و زندانبانی از وی منتشر شده است.
گفتنی است محمود احمدی‌نژاد رئیس جمهور دولت دهم، روز 5 اردیبهشت‌ماه در سفر به استان خوزستان در آئین تجلیل از نخبگان این استان در سطح ملی، نشان درجه سه خدمت را به علی شمس معاون سلامت و اصلاح و تربیت سازمان زندان‌های کشور اعطا کرد.
رئیس سازمان زندان‌ها با بیان اینکه مدت خدمت شمس در سازمان زندان‌ها اول مهرماه به پایان می‌رسد، گفت: هنوز جایگزینی برای وی معرفی نشده است.
انتهای پیام/
https://tn.ai/125543